# Carlos Mastretta Aguilera
Carlos Mastretta Aguilera (ur. 26 stycznia 1984 roku) – meksykański kierowca wyścigowy.

## Kariera
Mastretta Aguilera rozpoczął karierę w międzynarodowych wyścigach samochodowych w 2003 roku od startów w Meksykańskiej Formule Renault 2000, gdzie dwukrotnie stawał na podium. Z dorobkiem 118 punktów uplasował się tam na piątej pozycji w klasyfikacji generalnej. W późniejszych latach Meksykanin pojawiał się także w stawce Formula Renault 2000 de America, Brytyjskiej Formuły Renault, World Touring Car Championship, Atlantic Championship oraz NASCAR Mexico Series.
W World Touring Car Championship Meksykanin wystartował w czterech wyścigach sezonu 2005 z hongkońską ekipą GR Asia. W pierwszym wyścigu meksykańskiej rundy uplasował się na piętnastym miejscu, co było jego najlepszym wynikiem w mistrzostwach.